# 広瀬東
広瀬東（ひろせひがし）は埼玉県狭山市にある町名。現行行政地名は広瀬東一丁目から広瀬東四丁目。郵便番号は350-1320

## 地理
狭山市の中西部に位置する。地区の南東に入間川が流れ、北西に河岸段丘の段丘崖が形成されている。地区の中心には狭山市立広瀬小学校、狭山市立西中学校、埼玉県立狭山緑陽高等学校があり、文教地区となっている。

## 歴史
- 1889年（明治22年）4月1日 - 町村制施行により、根岸村、上広瀬村、下広瀬村、笹井村が合併し高麗郡水富村が成立。水富村の大字となる。
- 1896年（明治29年）3月29日 - 高麗郡が入間郡と統合し入間郡となる。
- 1954年（昭和29年）7月1日 - 入間川町、入間村、堀兼村、奥富村、柏原村と合併し狭山市を新設。狭山市の大字となる。
- 2000年（平成12年）11月2日 - 住居表示変更を実施。上広瀬の一部から広瀬東一 - 四丁目、下広瀬の一部から広瀬東二丁目が成立[4][5][6]。

## 世帯数と人口
2017年（平成29年）9月1日現在の世帯数と人口は以下の通りである。
| 丁目         | 世帯数    | 人口    |
| ------------ | --------- | ------- |
| 広瀬東一丁目 | 235世帯   | 546人   |
| 広瀬東二丁目 | 729世帯   | 1,752人 |
| 広瀬東三丁目 | 474世帯   | 1,111人 |
| 広瀬東四丁目 | 658世帯   | 1,600人 |
| 計           | 2,096世帯 | 5,009人 |

## 小・中学校の学区
市立小・中学校に通う場合、学区（校区）は以下の通りとなる。
| 丁目         | 番地 | 小学校             | 中学校           |
| ------------ | ---- | ------------------ | ---------------- |
| 広瀬東一丁目 | 全域 | 狭山市立広瀬小学校 | 狭山市立西中学校 |
| 広瀬東二丁目 | 全域 | 狭山市立広瀬小学校 | 狭山市立西中学校 |
| 広瀬東三丁目 | 全域 | 狭山市立広瀬小学校 | 狭山市立西中学校 |
| 広瀬東四丁目 | 全域 | 狭山市立広瀬小学校 | 狭山市立西中学校 |

## 配送業務
日本郵便
- 狭山郵便局（富士見1丁目）

ヤマト運輸
- 狭山上広瀬センター（下広瀬）

佐川急便
- 西埼玉営業所（柏原）

## 警察署
- 狭山警察署（稲荷山2丁目）
- 水富交番（広瀬2丁目）

## 交通

### 鉄道
- 地区内に鉄道は敷設されていない。最寄り駅は西武新宿線狭山市駅

### 道路
- 埼玉県道260号鯨井狭山線
- 埼玉県道262号日高狭山線
- 埼玉県道157号川越狭山自転車道線

### 路線バス
- 西武バス
  - 狭山20:狭山市駅西口 - 新富士見橋 - 広瀬橋北 - 根岸新道 - 狭山グリーンハイツ
  - 狭山21:狭山市駅西口 - 新富士見橋 - 下宿 - サイボクハム
狭山21-1（市民会館経由）は広瀬東地区を通らない。
  - 狭山22:狭山市駅西口 - 新富士見橋 - （直行） - 上広瀬郵便局 - 日生団地
  - 狭山22:狭山市駅西口 - 新富士見橋 - 広瀬橋北 - つつじ野団地中央 - 上広瀬郵便局 - 日生団地
  - 狭山22-1:狭山市駅西口 - 新富士見橋 - （直行） - 上広瀬郵便局 - 日生団地 - 武蔵野学院大学
  - 狭山22-1:狭山市駅西口 - 新富士見橋 - 広瀬橋北 - つつじ野団地中央 - 上広瀬郵便局 - 日生団地 - 武蔵野学院大学
  - 狭山24:狭山市駅西口 - 新富士見橋 - 柏原西 - 西武柏原ニュータウン
狭山24-1（市民会館経由）は広瀬東地区を通らない。
  - 狭山25:狭山市駅西口 - 新富士見橋 - 広瀬橋北 - 根岸新道 - 川崎 - 中居 - 飯能駅北口
  - 狭山26:狭山市駅西口 - 新富士見橋 - 広瀬橋北 - 根岸新道 - 野田中郷 - 東飯能駅東口 - 飯能駅北口
  - 狭山29:狭山市駅西口 - 新富士見橋 - （直行） - 上広瀬郵便局 - 日生団地 - 智光山公園
  - 狭山29:狭山市駅西口 - 新富士見橋 - 広瀬橋北 - つつじ野団地中央 - 上広瀬郵便局 - 日生団地 - 智光山公園
  - 狭山29-1:狭山市駅西口 - 新富士見橋 - 広瀬橋北 - つつじ野団地中央 - 上広瀬郵便局 - 日生団地 - 狭山営業所
  - 深夜バス:狭山市駅西口 → 新富士見橋 → 広瀬橋北 → つつじ野団地中央 → 上広瀬郵便局 → 日生団地 → 狭山営業所 → 柏原公民館 → 西武柏原ニュータウン[8]

## 施設
1丁目
- 新富士見橋
- 狭山上広瀬郵便局
- 綜研化学株式会社 狭山事業所

2丁目
- 本富士見橋
- 養蚕神社
- 水富第八自治会館
- 第十区自治会館

3丁目
- 狭山市立西中学校
- 広瀬公民館

4丁目
- 狭山市立広瀬小学校
- 埼玉県立狭山緑陽高等学校
- 奥州道自治会集会所
- 根山自治会館